# 第1次サンチェス内閣
第1次サンチェス内閣（だい1じサンチェスないかく、スペイン語: Primer Gobierno Sánchez）は、2018年6月7日に発足したスペインの内閣。マリアーノ・ラホイに対する不信任案が可決したことによりスペイン社会労働党のペドロ・サンチェスが首相に就任した。

## 閣僚
| 役職                           | 氏名 | 氏名                               | 在任期間                       | 所属政党 | 所属政党 |
| ------------------------------ | ---- | ---------------------------------- | ------------------------------ | -------- | -------- |
| 首相                           |      | ペドロ・サンチェス                 | 2018年6月2日 – 2020年1月8日    |          | PSOE     |
| 副首相                         |      | カルメン・カルボ                   | 2018年6月7日 - 2020年1月13日   |          | PSOE     |
| 首相府・男女共生大臣           |      | カルメン・カルボ                   | 2018年6月7日 - 2020年1月13日   |          | PSOE     |
| 外務・欧州・協力大臣           |      | ジョセップ・ボレル                 | 2018年6月7日 – 2019年11月30日  |          | PSOE     |
| 外務・欧州・協力大臣           |      | マルガリータ・ロブレス             | 2019年11月30日 – 2020年1月13日 |          | 無所属   |
| 法務大臣                       |      | ドローレス・デルガド               | 2018年6月7日 – 2020年1月13日   |          | 無所属   |
| 国防大臣                       |      | マルガリータ・ロブレス             | 2018年6月7日 – 2020年1月13日   |          | 無所属   |
| 財務大臣                       |      | マリア・ヘスス・モンテロ           | 2018年6月7日 – 2020年1月13日   |          | PSOE     |
| 内務大臣                       |      | フェルナンド・グランデ＝マルラスカ | 2018年6月7日 – 2020年1月13日   |          | 無所属   |
| 勧業大臣                       |      | ホセ・ルイス・アバロス・メコ       | 2018年6月7日 – 2020年1月13日   |          | PSOE     |
| 教育・職業訓練大臣             |      | イサベル・セラア                   | 2018年6月7日 – 2020年1月13日   |          | PSOE     |
| 政府スポークスパーソン         |      | イサベル・セラア                   | 2018年6月7日 – 2020年1月13日   |          | PSOE     |
| 雇用・移民・社会保障大臣       |      | マグダレナ・バレリオ               | 2018年6月7日 – 2020年1月13日   |          | PSOE     |
| 産業・通商・観光大臣           |      | レジェス・マロト                   | 2018年6月7日 – 2020年1月13日   |          | PSOE     |
| 農業・漁業・食料大臣           |      | ルイス・プラナス                   | 2018年6月7日 – 2020年1月13日   |          | PSOE     |
| 地域行政・総務大臣             |      | メリチェル・バテット               | 2018年6月7日 – 2019年5月20日   |          | PSC      |
| 地域行政・総務大臣             |      | ルイス・プラナス                   | 2019年5月20日 – 2020年1月13日  |          | PSOE     |
| 環境保護大臣                   |      | テレサ・リベラ                     | 2018年6月7日 – 2020年1月13日   |          | PSOE     |
| 文化・スポーツ大臣             |      | マキシム・ウエルタ                 | 2018年6月7日 – 2018年6月14日   |          | 無所属   |
| 文化・スポーツ大臣             |      | ホセ・ギラオ                       | 2018年6月14日 – 2020年1月13日  |          | 無所属   |
| 経済・企業大臣                 |      | ナディア・カルビニョ               | 2018年6月7日 – 2020年1月13日   |          | 無所属   |
| 厚生・消費・社会福祉大臣       |      | カルメン・モントン                 | 2018年6月7日 – 2018年9月12日   |          | PSOE     |
| 厚生・消費・社会福祉大臣       |      | マリア・ルイサ・カルセド           | 2018年9月12日 - 2020年1月13日  |          | PSOE     |
| 科学・イノベーション・大学大臣 |      | ペドロ・デュケ                     | 2018年6月7日 – 2020年1月13日   |          | 無所属   |